# جيليرمي أرانا
جيليرمي أرانا (بالبرتغالية: Guilherme Arana‏) (14 أبريل 1997 بساو باولو في البرازيل - ) هو لاعب كرة قدم برازيلي في مركز الظهير. لعب مع أتلتيكو باراناينسي ونادي كورينثيانز. يلعب حاليًا مع نادي إشبيلية.

## البداية المبكرة
وُلد أرانا في ساو باولو، وكان جزءًا من فرق كورينثيانز للشباب لسنوات عديدة، ويعتبر من أهم عناصر الفريق. وفاز في عام 2014 الدوري البرازيلي - باوليستا تحت 20 عامًا، والدوري البرازيلي الدرجة الأولى تحت 20 عامًا لعام 2014، وكأس كوبا ساو باولو دي فيوتيبول جونيور عام 2015، وهو أيضًا الفائز بالمركز الثاني في عام 2014.

## الأندية

### كورينثيانز
تمت ترقيت أرانا لفرقة الرئيسي كورينثيانز بعد نهائي كأس 2014 ساو باولو دي جونيور وكان بديلا غير مستخدم في اثني عشر مباريات 2014 الدوري البرازيلي لكرة القدم.
كانت أرانا جزءًا من الفرقة الرئيسية في 2015 الدوري البرازيلي - باوليستا و2015 كأس ليبرتادوريس.
في 12 أغسطس، ظهر أرانا لأول مرة كبديل خلال الشوط الأول في فوز 4-3 على سبورت في حلبة كورينثيانز. كان مسؤولاً بشكل مباشر عن الهدف الثاني للرياضة، حيث قام بتمريرة خاطئة تم اعتراضها وأسفرت عن هدف. كان قادرا على تعويض الخطأ من خلال خلق الفرصة التي نتج عنها ركلة جزاء، والتي منحت كورينثيانز النصر. بدأ أول مباراة له في الدوري خارج أرضه ضد افاى في 16 أغسطس. في 6 سبتمبر، سجل أرانا هدفه الأول في تعادل 3-3 خارج ملعبه ضد أكبر منافسي كورينثيانز بالميراس.

#### أتلتيكو باراناينسي (إعارة)
تم إعارة أرنا إلى أتلتيكو باراناينسي في 7 مايو 2015 لبقية العام كجزء من تشكيلة الدوري البرازيلي الدرجة الأولى لعام 2015. قدم أول مباراة احترافية له كبديل ضد أتليتيكو مينيرو في 24 مايو. ثم عاد إلى نادي كورنثوس مرة أخرى في 26 يونيو بطلب من النادي.

### إشبيلية
انتقل أرانا إلى نادي إشبيلية الإسباني في 7 ديسمبر 2017، بصفقة بقيمة 12 مليون يورو ووقع عقدًا لمدة أربع سنوات ونصف. انضم إلى الفريق عند افتتاح فترة الانتقالات الشتوية في يناير 2018.

#### أتالانتا (إعارة)
انضم أرانا إلى نادي أتالانتا الإيطالي على سبيل الإعارة في 28 أغسطس 2019 ولمدة موسم مع خيار الشراء.

### أتليتكو مينيرو
انضم أرانا إلى أتلتيكو مينيرو في 29 يناير 2020، في صفقة قرض لمدة 18 شهرًا، والتي تضمنت شرط شراء إلزامي.

## الجوائز والألقاب

### مع الأندية
كورنثوس
- الدوري البرازيلي الدرجة الأولى: 2015، 2017
- بطولة باوليستا: 2017

أتليتكو مينيرو
- كامبيوناتو مينيرو: 2020، 2021، 2022، 2023
- الدوري البرازيلي الدرجة الأولى: 2021
- كأس البرازيل: 2021
- كأس السوبر البرازيلي: 2022

### دولية
الأولمبية البرازيلية
- دورة الألعاب الأولمبية الصيفية: 2020

### فردية
- فريق بطولة كوبا ليبرتادوريس: 2021
- فريق الدوري البرازيلي للعام: 2017، 2020، 2021[11]
- فريق بطولة باوليستا للعام: 2017[12]
- بولا دي براتا : 2020، 2021
- فريق كامبيوناتو مينيرو للعام: 2020، 2021، 2022
- فريق أمريكا الجنوبية للعام: 2021

## إحصاءات
| النادي                     | موسم       | الدوري الوطني | الدوري الوطني | كأس | كأس   | قاري | قاري  | دوري الدولة | دوري الدولة | مجموع | مجموع |
| النادي                     | موسم       | لعب           | اهداف         | لعب | اهداف | لعب  | اهداف | لعب         | اهداف       | لعب   | اهداف |
| -------------------------- | ---------- | ------------- | ------------- | --- | ----- | ---- | ----- | ----------- | ----------- | ----- | ----- |
| أتلتيكو باراناينسي (اعاره) | 2015       | 3             | 0             | 0   | 0     | 0    | 0     | 0           | 0           | 3     | 0     |
| كورينثيانز                 | 2015       | 12            | 1             | 0   | 0     | 0    | 0     | 0           | 0           | 12    | 1     |
| كورينثيانز                 | 2016       | 10            | 0             | 2   | 0     | 1    | 1     | 6           | 0           | 19    | 1     |
| كورينثيانز                 | 2017       | 32            | 2             | 5   | 0     | 3    | 0     | 14          | 0           | 54    | 2     |
| كورينثيانز                 | مجموع      | 54            | 3             | 7   | 0     | 4    | 1     | 20          | 0           | 85    | 4     |
| إشبيلية                    | 2017–18    | 3             | 0             | 0   | 0     | 0    | 0     | 0           | 0           | 3     | 0     |
| مجموع الكل                 | مجموع الكل | 60            | 3             | 7   | 0     | 4    | 1     | 20          | 0           | 91    | 4     |

## روابط خارجية
- جيليرمي أرانا على موقع الاتحاد الأوربي (الإنجليزية)
- جيليرمي أرانا على موقع إي إس بي إن إف سي (الإنجليزية)
- جيليرمي أرانا على موقع قاعدة بيانات كرة القدم.إي يو (الإنجليزية)
- جيليرمي أرانا على موقع ناشيونال فوتبول تيمز (الإنجليزية)
- جيليرمي أرانا على موقع Soccerbase.com (لاعب) (الإنجليزية)
- جيليرمي أرانا على موقع Soccerway.com (الإنجليزية)
- جيليرمي أرانا على موقع عالم كرة القدم.نت (الإنجليزية)
- جيليرمي أرانا على موقع اللجنة الأولمبية الدولية (الإنجليزية)
- جيليرمي أرانا على موقع أوليمبيديا (الإنجليزية)
- جيليرمي أرانا على موقع اللجنة الأولمبية البرازيلية (البرتغالية)